# Голубиняк
45°33′ пн. ш. 17°10′ сх. д. / 45.55° пн. ш. 17.16° сх. д.
Голубиняк (хорв. Golubinjak) — населений пункт у Хорватії, у Б'єловарсько-Білогорській жупанії у складі громади Дежановаць.

## Населення
Населення за даними перепису 2011 року становило 154 осіб.
Динаміка чисельності населення поселення: